# Van Cliburn
Harvey Lavan "Van" Cliburn Jr. (Shreveport, 12 de julho de 1934 — Fort Worth, 27 de fevereiro de 2013) foi um pianista norte-americano. 
Recebeu de sua mãe as primeiras lições, sendo ela a sua única professora até 1951, quando Van Cliburn passou a ter Rosina Lhévine como sua orientadora, na Juilliard School, em Nova Iorque. Obteve reconhecimento internacional em 1958, quando venceu a primeira Competição Internacional Tchaikovsky, em Moscou, aos 23 anos. Na década seguinte, gravou concertos de Tchaikovsky, Rachmaninoff, Brahms, Schumann, Grieg, Beethoven e Prokofiev. Em 1978 interrompeu sua carreira porém, em 1987, apresentou-se como solista do concerto n.º1 de Tchaikovsky, na Casa Branca, na presença dos presidentes Ronald Reagan e Mikhail Gorbachev.
Van Cliburn esteve sempre envolvido com o concurso que criou e que leva o seu nome, realizado a cada quatro anos na cidade de Fort Worth, no Texas.   
Em 27 de agosto de 2012, seu assessor disse que Cliburn tinha câncer ósseo avançado e estava "descansando confortavelmente em casa", na cidade de Fort Worth, onde recebia cuidados paliativos.
Morreu em 27 de fevereiro de 2013, aos 78 anos.